# دوري السوبر الألباني 1987–88
دوري السوبر الألباني 1987–88 (بالألبانية: Kategoria e Parë 1987-88‏) هو الموسم 49 من دوري السوبر الألباني. أقيم خلال الفترة 30 أغسطس 1987 وحتى 29 مايو 1988، وأشرف على تنظيمه اتحاد ألبانيا لكرة القدم، وكان عدد الأندية المشاركة فيه 14، وفاز فيه نادي تيرانا.